# Luke Skywalker : Légendes
Pour le personnage de Star Wars, voir Luke Skywalker.
Luke Skywalker : Légendes (titre original : The Legends of Luke Skywalker) est un roman de science-fiction de Ken Liu s'inscrivant dans l'univers étendu de Star Wars. Publié aux États-Unis par Del Rey Books en 2017, puis traduit en français et publié par les éditions Pocket en 2018,, il se déroule trente-quatre ans après la bataille de Yavin.
Ce roman fait partie des publications liées à la sortie de Star Wars, épisode VIII : Les Derniers Jedi et regroupés sous le titre Voyage vers Star Wars : Les Derniers Jedi.